# Riyadh (region)
Regionen Riyadh (arabisk: منطقة الرياض; tr. Manṭiqat ar-Riyāḍ) er en region i den centrale del af Saudi-Arabien. Den har et areal på 412.000 km2
og et indbyggertal på 6.777.146 (2010) indbyggere. Hovedbyen er byen Riyadh.